# Twatt (Szetlandy)
Twatt jest szetlandzką miejscowością (Szkocja), zlokalizowaną na Mainlandzie, przy drodze podrzędnej A971 prowadzącej do Clousta. Nazwa miejscowości wywodzi się najprawdopodobniej od staronordyjskiego þveit oznaczającego "mały skrawek ziemi".